# Let's Dance (chanson de Chris Montez)
Pour les articles homonymes, voir Let's Dance.
Singles de Chris Montez
All You Had To Do (Was Tell Me)
(1962) Some Kinda Fun
(1962)
Let's Dance est une chanson américaine composée et écrite par Jim Lee et chantée par Chris Montez. Grand succès de l'automne 1962, particulièrement en Europe, elle est devenue un classique du rock 'n' roll et a été reprise par un grand nombre d'artistes. Sa durable popularité évoque le cas de The Loco-Motion, autre morceau twist sorti à peu près au même moment.
NB : le Let's Dance de Chris Montez ne doit pas être confondu avec d'autres chansons portant le même titre, notamment celles de David Bowie, de Chris Rea ou de Vanessa Hudgens.

## Genèse d'un hit
Fondateur du petit label Monogram Records, Jim Lee, 24 ans, avait obtenu un succès local à Los Angeles en sortant un premier single de Chris Montez et était à la recherche d'un hit potentiel susceptible de percer sur le plan national. Un jour qu'il était coincé dans un embouteillage, trompant l'ennui en tapant machinalement du pied dans sa voiture, l'idée lui vient d'un rythme, d'une mélodie et d'un texte exprimant la joie de danser. Arrivé chez lui il finalise l'écriture du morceau et appelle Chris Montez pour qu'il vienne au plus vite commencer à répéter la chanson.

## Caractéristiques musicales
L'enregistrement fait appel à quatre musiciens seulement, le batteur Jessie Sayles, l'organiste Ray Johnson, le bassiste Ray Pullman et le guitariste Joel Scott Hill. La guitare est peu audible dans le mix, alors que les caractéristiques riffs d'orgue qui dialoguent avec le chanteur sont très en avant, tandis que le morceau est parsemé de breaks qui mettent fortement en évidence la batterie.
Il en résulte un morceau qui se démarque de la production américaine d'alors par la netteté de sa couleur sonore et son énergie très rock, raison pour laquelle il a pu être repris plus tard en style punk ou hard rock sans dévier de l'esprit originel.

## Une longue carrière
Sorti au début de l'été 1962, le single Let's Dance s'impose dans la programmation des radios locales de Californie, puis de tout le pays. Il entre courant août dans le classement du Billboard Hot 100 où il va rester 16 semaines en culminant à la 4e place. Au Royaume-Uni, il apparaît dans les Charts le 4 octobre 1962 et reste classé 18 semaines en atteignant la 2e place.
Dix ans plus tard, en octobre 1972, une réédition du single revient dans les Charts et se hisse en n° 9. En 1979, une seconde réédition se classe n° 47 sur le marché britannique.

## Principales reprises
- En français : Sylvie Vartan (janvier 1963), Les Champions et Burt Blanca, adaptation signée de André Salvet intitulée Dansons.
- Tony Sheridan and The Beat Brothers, version enregistrée en 1963 en Allemagne et publiée en 1964 sur l'album The Beatles' First !. Ce ne sont pas les Beatles qui sont entendus ici, mais la chanson est utilisée pour compléter les huit enregistrements du groupe britannique effectuées en Allemagne qui y sont compilées.
- Les Suédois de Ola & the Janglers (1968).
- Les Ramones sur leur premier album (1976).
- Marc Bolan et T. Rex, version enregistrée lors d'un spectacle télévisé (1977).
- Le groupe de glam rock Mud sur l'album Mud featuring Les Gray (1982).
- Juice Newton sur son album Can't Wait All Night (1984).
- Slade, dans une version quasiment heavy metal insérée sur l'album Crackers — The Christmas Party Album (1985) puis publiée en single (1988).
- Sur son album Live in Europe (1988), Tina Turner chante en duo avec David Bowie la première partie de la chanson, enchaînée avec la seconde partie du Let's Dance de David Bowie.
- Status Quo, sur l'album The Anniversary Waltz — Part One (1990).